# نقد الزواج

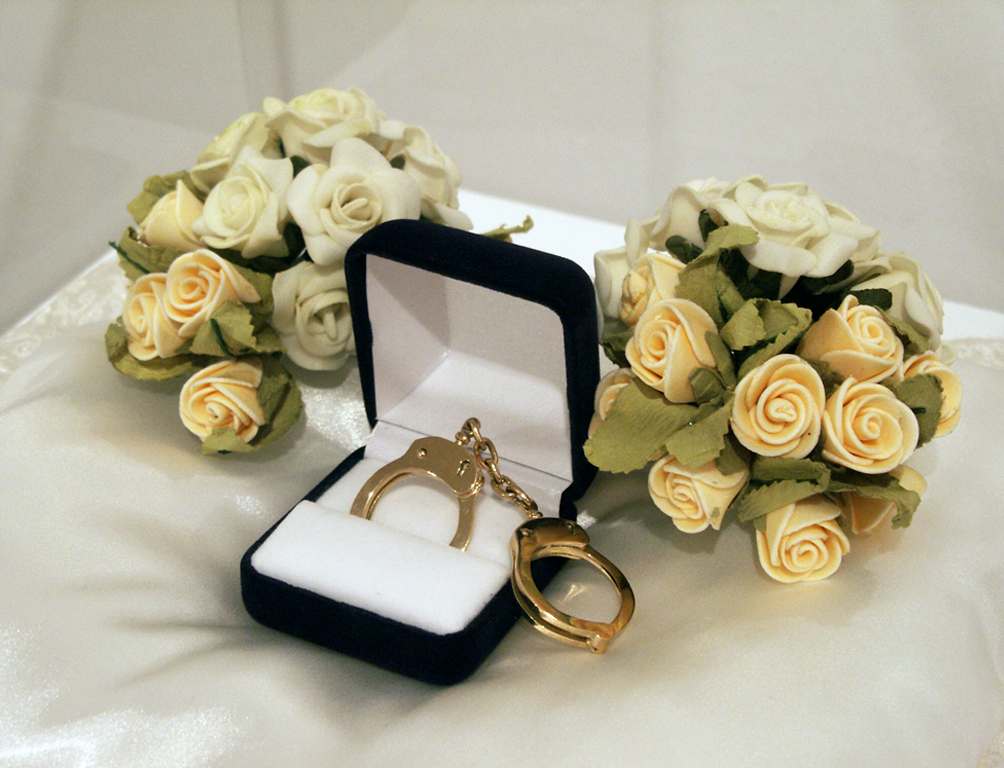

انتقادات الزواج (بالإنجليزية: Criticisms of marriage)‏ هي الحجج المعارضة للقيم العملية أو الأخلاقية للزواج أو لأشكال معينة من الزواج. تضمنت هذه الحجج تأثير الزواج على حرية الفرد، والمساواة بين الجنسين، والعلاقة بين الزواج والعنف، وطرح أسئلة فلسفية حول مدى قدرة الحكومة على السيطرة على شعوبها، ومقدار السيطرة الذي يملكه الشخص على الآخر، والمخاطر المالية الحادثة عند قياسها بالنسبة لمعدلات الطلاق، والتشكيك في ضرورة وجود علاقة مُصدَّق عليها من قِبل الحكومة أو السلطات الدينية.
كثيرًا ما تشير الناشطات النسويات إلى عدم المساواة التاريخية والقانونية والاجتماعية الحادثة في الزواج والحياة الأسرية والطلاق في انتقاداتهن للزواج. تزعم الناشطة النسوية شيلا كرونان أن حرية المرأة «لا يمكن الحصول عليها إلا بإلغاء الزواج». كتبت مارلين ديكسون رئيسة حزب العمال الديمقراطي أن: «مؤسسة الزواج هي الوسيلة الرئيسية لقمع المرأة؛ إذ يستمر اضهاد المرأة عبر تأديتها لدور الزوجة». قالت أندريا دوركين إن الزواج هو تقنين مؤسساتي لممارسة الاغتصاب.
من الكتابات التي ظهرت في بدايات الموجة النسوية الثانية في الغرب، خاصة التي انتقدت الزواج، كتبتها نسويات مثل: كيت ميليت (كتاب « السياسة الجنسية»، 1969)، وجيرمين غرير (كتاب «الخَصِيّ الأنثى»، 1970)، ومارلين فرينتش («حجرة النساء»، 1977)، وجيسي برنارد («مستقبل الزوج»، 1972)، وشولاميث فايرستون (كتاب «جدلية الجنس، دفاعًا عن ثورة المرأة»، 1970).

## التاريخ
انتقد أفلاطون الزواج في الجمهورية عام 380 قبل الميلاد. وذكر أن فكرة الزواج هي «العدو الطبيعي للكومنولث «الجماعة»»، الذي سعى للوصول لوحدتها العليا.
أثارت عدد من الكاتبات البارزات في فترة العصر الصناعي، مثل: سارة فيلدنغ، وماري هايز، وماري وولستونكرافت شكاوى من أن الزواج في مجتمعاتهن لا يعدو كونه «دعارة قانونية» تقبلها نساء لا يملكن امتيازات لإعانة أنفسهن. كتبت عالِمتا الاجتماع نعومي غرستل وناتاليا ساركيسيان أن الزواج يتعارض مع المجتمع المحلي في كثير من الأحيان، ما يضعف الروابط العلاقاتية بين الأقرباء والجيران والاصدقاء. كتاب «الأمريكي الوحيد: الانجراف بعيدًا في القرن الحادي والعشرين» الذي ألفه ريتشارد إس شوارتز وجاكلين أولدس. وفقًا لمقال نشره دان مولر من جامعة ميريلاند فإنه يمكن تشبيه نسبة الخطورة في الزواج العصري بما يحدث عند قيام أحدهم «بتقديم أوراق اعتماد مهنية مُزورة أو القيادة بشكل متهور». أكثر من أربعين في المئة منها تفشل، لذلك ينبغي تجنُّبه كما تتجنَّب أية مغامرة محفوفة بالمخاطر.
كثيرًا ما انتقد المعلقون الممارسات والتقاليد المحلية الفردية، الأمر الذي أدى إلى تغيرات تاريخية. من الأمثلة على ذلك الجهود التي بذلتها الكنيسة الكاثوليكية قديمًا للقضاء على: المساكنة، والزواج المؤقت، والقبول البروتستانتي للطلاق، وإلغاء القوانين التي تحظر الزواج بين أتباع الديانات والأعراق المختلفة في البلدان الغربية.
يمكن اعتبار قرار عدم الزواج نتيجة مفترضة لفلسفة سورين كيركغور. تحظى علاقته الوطيدة جدًا بريجين أولسن بدراسة كموضوع من مواضيع الوجودية، إذ فسخ خطبتهما على الرغم من الحب المتبادل بينهما. يبدو أن كيركغور كان يحب ريجين ولكنه لم يتمكن من التوفيق بين إمكانية الزواج وبين مهنته ككاتب ومسيحيته العميقة الشغِفة.
توجد حجة مماثلة في إحدى مذكرات فرانز كافكا المعنونة «خلاصة جميع الحجج المؤيدة زواجي والمعارضة له»:
«يجب أن أقضي كثيرًا من الوقت وحدي. ما أنجزته كان فقط نتيجة لكوني وحيدًا».
أعرب الثنائيان البارزان جان بول سارتر وسيمون دو بوفوار باستمرار عن معارضتهما للزواج. يقول براين سوير: «إن الزواج -بمفهومه الوجودي- يدمج اثنين من الأنفس الحرة في طريق واحد، وهذا يؤدي بالتبعية للحرمان من الحرية، وهي الأساس الكامل لكل نفس».
تقود معدلات الطلاق المرتفعة في الوقت الحاضر إلى التشكيك في الغرض من الزواج. يتساءل بعض منتقدي الزواج في أيامنا هذه: لماذا تستمر الحكومات (في البلدان الغربية) في دعم الزواج، في حين أن نسبة الفشل فيه مرتفعة جدًا. كتب عالم الأنثروبولوجيا ليونيل تايغر:
«إنه لأمرٌ غريب في ظل هذه الظروف أن يظل الزواج مسموحًا به قانونًا. إذا لاحظت الحكومات أي نشاط ينتهي ما يقرب من خمسين بالمئة منه على نحو مأساوي مماثل؛ فمن المؤكد أنها سوف تحظره على الفور. إذا تسبب نصف ما يُقدم من وجبات التاكو في المطاعم في الإصابة بالزُحار، ولو أُصيب نصف من يتعلمون الكاراتيه بكسر في كفوفهم، ولو أن ستة بالمئة فقط من الأشخاص الذين جربوا لعبة الأفعوانية الدوارة أُصيبوا في أذنهم الوسطى؛ فسيصرخ العامة مطالبين باتخاذ إجراء. ومع ذلك فإن أكثر الكوارث حميمية... تحدث مرارًا وتكرارًا».
ردًا على قانون سنه الناخبون في ولاية كاليفورنيا في مارس عام 2000 ليحصر الزواج ليكون بين رجل واحد وامرأة واحدة فيما سُمى «مقترح كاليفورنيا رقم 22» وردًا على الجدل الحالي بشأن الزواج بين شخصين من نفس الجنس في الولايات المتحدة؛ اتحدت مجموعة من الناس معًا لمقاطعة الزواج حتى يتمكن جميع الناس من الزواج قانونيًا. الحجة هي أنه بما أن الزواج ليس مؤسسة شاملة في المجتمع، فإن أعضاء المقاطعة يرفضون دعم المؤسسة بشكلها الحالي.
ازداد شيوع المساكنة والولادة خارج إطار الزواج بشكل كبير في الغرب. ينتقد المعلقون السياسيون المحافظون والمتدينون في الولايات المتحدة هذا الاتجاه بشدة. ينتقدون كثيرًا قانون الزواج الحالي وسهولة الطلاق. يجادل جون ويت جونيور -أستاذ القانون ومدير برنامج القانون والدين في جامعة إيموري- بأن المواقف المتحررة العصرية تجاه الزواج تُنتج عائلة ذات أشخاص «مترابطين عشوائيًا يسعون وراء رغبات أنانية» تمامًا كما تنبأ نيتشه. في كتابه فروم ساكرامنت تو كونتراكت «التحول من الزواج الكنسي إلى المدني»، زعم ويت أن نموذج جون ستيوارت مل العلماني «والتعاقدي» للزواج -والذي تطور أثناء عصر التنوير- قدم المبرر النظري للتحول الحالي لقانون الزواج الأنجلوأمريكي، والذي يعزز «الحق في الطلاق» غير المشروط بناءً على طلب المدعي، وتقسيم الممتلكات لمرة واحدة، وحضانة الطفل دون اعتبار سوء السلوك الزوجي. يقترح الأستاذ الجامعي الكاثوليكي رومانو سساريو -في مراجعة لكتاب ويت الذي نُشر في مجلة مسكونية بعنوان فيرست ثينجس «الأمور الأولى»- أنه يمكن إيجاد حل لأزمة الزواج الحالية في الغرب عن طريق إعادة إحياء الزواج الكنسي بين المسيحيين، وبالتالي معادلة تشاؤم نيتشه (على نحو ما ردده ويت).

## الانتقادات الثقافية

### هيمنة الذكور
يجادل منتقدو الزواج بأنه مؤسسة تساهم في الحفاظ على الأدوار التقليدية للجنسين، ما يحول دون تحقيق المرأة للمساواة الاجتماعية، ويعزز الفكرة القائلة بأن المرأة موجودة لخدمة الرجل، وهو ما يزيد بدوره من استغلال المرأة. يقولون أن الزواج يعزز النموذج التقليدي للتفاعل بين الذكور والإناث: خضوع المرأة للرجل نظير المعيشة. وفقًا للباحثة في تاريخ وسياسة الجنسانية شيلا غيفريز فإن «لم تختفِ العناصر التقليدية للزواج تمامًا في المجتمعات الغربية، حتى مع النساء الموظفات، والمتعلمات تعليمًا عاليًا، والمحترفات ذوات الأجور الجيدة». تجادل بأنه حتى هؤلاء النساء ما زلن في زيجات مسيئة خوفًا من المغادرة ومن أجل أداء الواجب. حتى في البلدان الغربية، فإن النساء المتزوجات «يشعرن بأنه لا خيار أمامهن سوى البقاء والاحتمال وربما يفضلن ذلك «للبقاء على قيد الحياة»».